# Meghna Gulzar
Meghna Gulzar née le 13 décembre 1973 à Bombay (Maharashtra), en Inde, est une scénariste, réalisatrice et productrice indienne.  
Elle est fille du parolier et poète Gulzar et de l'actrice Raakhee. 

## Carrière

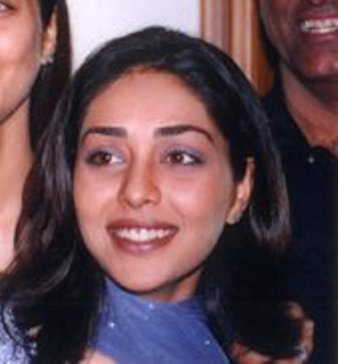
Meghna en janvier 2010.

Meghna Gulzar commence sa carrière en tant qu'écrivain indépendant pour The  Times of India et la publication de Cinema in India à la National Film Development Corporation of India (en). Sa poésie est publiée dans des anthologies de la Poetry Society of India. Après avoir obtenu son diplôme en sociologie, elle travaille avec le célèbre cinéaste Saeed Akhtar Mirza en tant qu'assistante réalisatrice. En 1995, elle termine un cours de courte durée en réalisation cinématographique à la Tisch School of Arts de l'université de New York, à New York. À son retour, elle rejoint son père, le scénariste-réalisateur Gulzar, comme assistante sur ses films Maachis et Hu Tu Tu. Meghna commence simultanément à scénariser ses propres films avec la réalisation de documentaires pour la société de télévision Doordarshan et de vidéoclips pour plusieurs albums de musique. 
Meghna réalise son premier film, Filhaal, en 2002 mettant en vedette l'ancienne Miss Univers devenue actrice Sushmita Sen et Tabu. Son deuxième film de réalisateur est Just Married en 2007. En 2015, Meghna réalise Talvar écrit par Vishal Bhardwaj et basé sur l'affaire du double meurtre de Noida en 2008 (en).

## Filmographie
| Année | Film           | Réalisation | Récit | Scénario | Remarques |
| ----- | -------------- | ----------- | ----- | -------- | --- |
| 1999  | Hu Tu Tu       |             |       | Oui      | |
| 2002  | Filhaal...     | Oui         | Oui   |          | |
| 2007  | Just Married   | Oui         |       |          | |
| 2007  | Dus Kahaniyaan | Oui         |       |          | |
| 2015  | Talvar         | Oui         |       |          | Nommé - Prix Filmfare du meilleur réalisateur                                                                                    |
| 2018  | Raazi          | Oui         |       | Oui      | Prix Filmfare du meilleur réalisateur Nommé - Filmfare Critics Award du meilleur film Nommé - Prix Filmfare du meilleur scénario |
| 2020  | Chhapaak       | Oui         |       | Oui      | |